# Common Dreads
Common Dreads — второй студийный альбом английской транскор группы Enter Shikari, выпущенный на их собственном лейбле Ambush Reality 15 июня 2009 года.

## Список композиций
Слова и музыка всех песен — Enter Shikari.
| №                   | Название                                                       | Длительность |
| ------------------- | -------------------------------------------------------------- | ------------ |
| 1.                  | «Common Dreads» (Общие страхи (Intro))                         | 2:08         |
| 2.                  | «Solidarity» (Солидарность)                                    | 3:16         |
| 3.                  | «Step Up» (Шаг вперед)                                         | 4:40         |
| 4.                  | «Juggernauts» (Безжалостная сила)                              | 4:44         |
| 5.                  | «Wall» (Стена)                                                 | 4:29         |
| 6.                  | «Zzzonked» (Ооодурманенный)                                    | 3:27         |
| 7.                  | «Havoc A» (Опустошение А)                                      | 1:40         |
| 8.                  | «No Sleep Tonight» (Не уснешь сегодня вечером)                 | 4:16         |
| 9.                  | «Gap In The Fence» (Брешь в ограде)                            | 4:07         |
| 10.                 | «Havoc B» (Опустошение В)                                      | 2:52         |
| 11.                 | «Antwerpen» (Антверпен)                                        | 3:15         |
| 12.                 | «The Jester» (Шут)                                             | 3:55         |
| 13.                 | «Halcyon» (Спокойный (Intro))                                  | 0:42         |
| 14.                 | «Hectic» (Беспокойный)                                         | 3:17         |
| 15.                 | «Fanfare for the Conscious Man» (Фанфары для понимающих людей) | 3:45         |
| Общая длительность: | Общая длительность:                                            | 50:27        |

| №   | Название                                              | Длительность |
| --- | ----------------------------------------------------- | ------------ |
| 16. | «All Eyes On The Saint» (Все внимание на святого)     | 5:53         |
| 17. | «We Can Breathe In Space» (Мы можем дышать в космосе) | 4:04         |

## Участники записи
- Roughton «Rou» Reynolds — вокал, электроника
- Liam «Rory C» Gerard Clewlow — гитара
- Chris «Batty C» Batten — бас-гитара, вокал
- Rob Rolfe — ударные, перкуссия